# Кубок наслідного принца Катару 2003
Кубок наслідного принца Катару 2003 — 9-й розіграш турніру. Матчі відбулися з 11 по 18 квітня 2003 року між чотирма найсильнішими командами Катару сезону 2002—03. Титул переможця змагання виборов клуб Ас-Садд, котрий з рахунком 2:0 переміг у фіналі Аль-Іттіхад.
| Володар Кубка наслідного принца Катару 2003 |
| ------------------------------------------- |
|                                             |
| Ас-Садд Другий титул                        |

## Формат
У турнірі взяли чотири найуспішніші команди Чемпіонату Катару 2002-03.
- Чемпіон — «Катар СК»
- Віце-чемпіон — «Ас-Садд»
- Бронзовий призер — «Аль-Хор»
- 4 місце — «Аль-Іттіхад»

## Півфінали

### Перші матчі
| 11 квітня 2003 |

| Катар СК        | 1:2 | Аль-Іттіхад                        |
| --------------- | --- | ---------------------------------- |
| Аква 80' (пен.) |     | Освальдо 38' (пен.) Монтесінос 90' |

|  |

| 11 квітня 2003 |

| Ас-Садд        | 1:0 | Аль-Хор |
| -------------- | --- | ------- |
| Аль-Куварі 61' |     |         |

|  |

### Повторні матчі
| 14 квітня 2003 |

| Аль-Іттіхад               | 2:0 | Катар СК |
| ------------------------- | --- | -------- |
| Камеел 11' Монтесінос 65' |     |          |

|  |

| 14 квітня 2003 |

| Аль-Хор                     | 2:4 | Ас-Садд                                         |
| --------------------------- | --- | ----------------------------------------------- |
| Мохяден 72' Абдулраззак 78' |     | Коні 39' Сержіо Рікардо 62', 82' Аль-Куварі 74' |

|  |

## Фінал
| 18 квітня 2003 |

| Аль-Іттіхад              | 0:2 | Ас-Садд |
| ------------------------ | --- | ------- |
| Аль-Куварі 31' Голам 75' |     |         |

|  |